# 광주광역시 소방안전본부
광주광역시 소방안전본부(光州廣域市 消防安全本部, Gwangju Fire and Safety Headquarters)는 광주광역시의 소방 업무를 담당하는 광주광역시 소속기관이다. 본부장은 소방준감(3급상당)이다. 광주광역시 서구 내방로 111에 위치하고 있다.
산하에 5개 소방서, 1개 소방학교, 1개 특수구조단을 두고 있다.

## 연혁
- 1932년 3월 2일 광주소방조 발족
- 1939년 8월 1일 광주소방조를 경방단으로 개칭
- 1945년 8월 15일 광주경방단을 소방대로 개편
- 1946년 2월 4일 광주소방대를 소방서로 개편
- 1986년 11월 1일 광주직할시 승격으로 소방본부 발족(대통령령 제3808호). 서부소방서 청사 3층, 2과 5계
- 1996년 3월 29일 광주광역시 소방학교 개교(광산구 소촌동 232-2번지)
- 1997년 6월 4일 소방항공대 발대(광산구 신촌동 703-14번지(광주공항내)). BK-117-BⅡ 헬기 1대(10인승)
- 2004년 12월 28일 119 종합상황실 구축·이전 → 광주광역시청사 17층(383m2). 소방학교 당직실 설치

### 역대 본부장
| 대수 | 이름   | 임기                                |
| ---- | ------ | ----------------------------------- |
| 1대  | 노승기 | 1986년 11월 1일 ~ 1991년 5월 14일   |
| 2대  | 고재모 | 1991년 5월 15일 ~ 1993년 7월 22일   |
| 3대  | 임갑재 | 1993년 7월 23일 ~ 1993년 12월 31일  |
| 4대  | 정충일 | 1994년 1월 1일 ~ 1998년 4월 1일     |
| 5대  | 성원제 | 1998년 7월 1일 ~ 1998년 11월 14일   |
| 6대  | 천광철 | 1999년 2월 1일 ~ 2000년 7월 31일    |
| 7대  | 박창순 | 2000년 8월 1일 ~ 2002년 1월 2일     |
| 8대  | 최현규 | 2002년 1월 3일 ~ 2005년 10월 10일   |
| 9대  | 서정식 | 2005년 10월 24일 ~ 2007년 7월 4일   |
| 10대 | 최정주 | 2007년 7월 5일 ~ 2011년 3월 10일    |
| 11대 | 문부규 | 2011년 3월 11일 ~ 2012년 3월 29일   |
| 12대 | 박청웅 | 2012년 3월 30일 ~ 2012년 11월 15일  |
| 13대 | 최재선 | 2012년 11월 16일 ~ 2013년 11월 20일 |
| 14대 | 이재화 | 2013년 11월 21일 ~ 2015년 7월 5일   |
| 15대 | 마재윤 | 2015년 7월 6일 ~ 2017년 10월 31일   |
| 16대 | 김조일 | 2017년 11월 1일 ~ 2019년 1월 31일   |
| 17대 | 황기석 | 2019년 2월 1일 ~ 2020년 2월 5일     |
| 18대 | 최민철 | 2020년 2월 6일                      |
| 19대 | 고민자 | 2021년 7월 12일 ~ 2023년 3월 10일   |
| 20대 | 김문용 | 2023년 3월 10일 ~                   |

## 조직
| - 소방행정과 - 소방행정팀 - 소방감찰팀 - 안전보건팀 - 예산장비팀 | - 방호예방과 - 방호기획팀 - 예방지도팀 - 현장조사팀 | - 구조구급과 - 구조팀 - 구급팀 - 생활안전팀 | - 119종합상황실 - 정보통신팀 - 상황 1·2·3팀 - 구급상황팀 | - 특수구조단 |

## 산하기관
- 광주소방학교
- 동부소방서
- 서부소방서
- 남부소방서
- 북부소방서
- 광산소방서
- 특수구조단

## 같이 보기
- 대한민국 소방청
- 대한민국의 소방
- 대한민국 소방공무원